# Mihalič
Mihalič je priimek več znanih Slovencev:
- Franc Mihalič (*1963), elektrotehnik, univ. prof. (UM)
- Rafael Mihalič (*1961), elektrotehnik/elektroenergetik, univ. profesor (UL)
- Stanko Mihalič (1926—1998), generalpodpolkovnik JLA
- Tanja Mihalič (*1960), ekonomistka (turizma), univ. prof.